# Chinde
Chinde este un oraș portuar din districtul Chinde, Mozambic.